# Faust Baratta i Rossi
Faust Baratta i Rossi (Carrara, Itàlia, 1832 - Barcelona, 27 de novembre de 1895) va ser un escultor italià establert a Barcelona.

## Biografia
Fou fill de Leopoldo Baratta i d'Anna Rossi, de Carrara. Es formà a l'Acadèmia de Carrara amb Ferdinando Pelliccia. Va treballar en col·laboració amb el seu germà Àngel Baratta, que portava la part burocràtica del seu negoci i a la importació de marbre, mentre que Faust s'encarregava de la labor artística. Es va especialitzar principalment en escultura funerària.
En 1842, encara a la seva ciutat natal, va guanyar un Concurs d'Invenció per la seva obra Mort de Catilina.

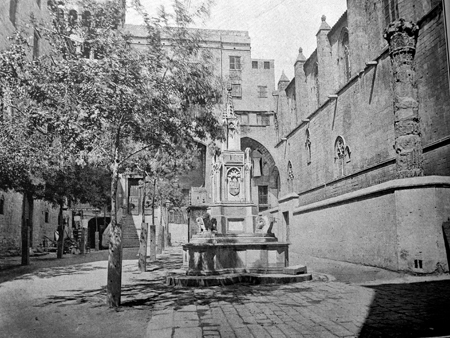
Font de la plaça del Rei (1853).

Una de les seves primeres obres a Barcelona va ser la font de la plaça del Rei (1853), executada sobre un projecte de l'arquitecte Francesc Daniel Molina. Era d'estil neogòtic, amb una planta octogonal rematada per una agulla de pedra, per la qual cosa semblava més aviat un panteó funerari. Havia d'estar decorada amb unes al·legories dels rius de les quatre províncies catalanes en quatre dels seus costats, i en els altres quatre unes figures de lleons que llançarien aigua per la boca; no obstant això, finalment només es va realitzar el costat dedicat a Barcelona, decorat amb l'escut comtal. La font va desaparèixer en la reforma de la plaça efectuada entre 1931 i 1934.
Entre les seves obres més destacades es troba la Font del Geni Català (1856), al Pla de Palau (Barcelona), que va realitzar al costat de Francesc Daniel Molina i l'escultor Josep Anicet Santigosa. Es va construir en homenatge al marquès de Campo Sagrado, qui va fomentar l'arribada d'aigua procedent de Montcada en uns anys de forta sequera. Sobre un estany circular es troba un pedestal amb estàtues al·legòriques de les quatre províncies catalanes, mentre que les seves quatre boques d'aigua, amb forma de cap de lleó, representen els principals rius del Principat (l'Ebre, el Segre, el Ter i el Llobregat); sobre un pilar octogonal s'alça la figura del Geni Català, un jove nu amb ales que sosté un estel a la seva mà dreta, que representa el Progrés, i un palmell de la Victòria en l'esquerra. Baratta es va encarregar dels treballs en marbre, si bé no està del tot establerta l'autoria del Geni Català, que podria ser de Baratta o de Santigosa.
En 1860 va executar el pedestal del Monument a Fernando el Catòlic erigit a la plaça Reial, amb una escultura del monarca obra de Josep Piquer, que com que va ser realitzada en guix es va descompondre en un termini de tretze anys; va romandre durant uns anys el pedestal, que va ser retirat en 1868.
Entre les seves obres conservades també hi ha diversos panteons als cementiris del Poblenou i del Masnou. Va ser autor també del panteó de Juan Vias i Paloma al Cementiri de Poblenou (1873).
Va intervenir així mateix en la decoració del Saló de Cent de Barcelona (1854). A Madrid, realitzà elements decoratius per al teatre de la Zarzuela juntament amb Pagninucci. Va participar en l'Exposició Nacional de Belles Arts (1862) i a la Universal de París (1878).
Es casà amb Josepa Oliver, natural del Masnou, i tingué diversos fills: Arrunt, Josep, Faust, Leopolda, Minerva i Hermenegilda. El seu fill Faust Baratta i Oliver també fou escultor.